# کاژمیش
کاژمیش (به لهستانی:  Kaźmierz) یک روستا در لهستان است که در گمینا کاژمیش واقع شده‌است.
 کاژمیش  ۱٬۵۳۶ نفر جمعیت دارد.